# Patrick Cantlay
Patrick Cantlay (Long Beach, 17 marzo 1992) è un golfista statunitense.

## Biografia e carriera
Cantlay è nato a Long Beach, in California, da Steve e Colleen (Naylan) Cantlay. Ha una sorella, Caroline, e due fratelli, Nick e Jack Cantlay. Ha frequentato la Servite High School dove ha vinto il California State High School Championship da senior.
Durante il suo primo anno alla UCLA, Cantlay ha vinto quattro tornei e ha vinto l'Haskins Award come miglior giocatore di golf universitario nel 2011. È stato anche nominato Giocatore nazionale dell'anno Jack Nicklaus della Divisione I della Golf Coaches Association of America (GCAA). Cantlay ha anche vinto il Phil Mickelson Award come matricola nazionale dell'anno GCAA oltre ad essere il giocatore dell'anno Pac-10 e la matricola dell'anno. Ha anche vinto la medaglia Mark H. McCormack come dilettante con il miglior punteggio al mondo alla fine della stagione 2011. Questo premio gli è valso un invito all'Open Championship 2012.

## Vittorie professionali (9)

### PGA Tour vittorie (8)
| Legenda            |
| Tornei Major (0)   |
| Tornei FedEx (3)   |
| Altri PGA Tour (5) |

| No. | Data             | Torneo                        | Punteggio di vittoria | To par | Margine          | Secondo                 |
| --- | ---------------- | ----------------------------- | --------------------- | ------ | ---------------- | ----------------------- |
| 1   | 5 novembre 2017  | Shriners Children's Open      | 67-71-70-67=275       | −9     | vittoria playoff | due giocatori           |
| 2   | 2 giugno 2019    | Memorial Tournament           | 68-69-68-64=269       | −19    | 2 colpi          | Adam Scott              |
| 3   | 25 ottobre 2020  | Zozo Championship             | 67-65-68-65=265       | −23    | 1 colpo          | John Rahm Justin Thomas |
| 4   | 6 giugno 2021    | Memorial Tournament           | 69-67-68-71=275       | −13    | vittoria playoff | Collin Morikawa         |
| 5   | 29 agosto 2021   | BMW Championship              | 66-63-66-66=261       | −27    | vittoria playoff | Bryson DeChambeau       |
| 6   | 5 settembre 2021 | Tour Championship             | 67-66-67-69=269       | −21    | 1 colpo          | John Rahm               |
| 7   | 24 aprile 2022   | Zurich Classic of New Orleans | 59-68-60-72=259       | −29    | 2 colpi          | due giocatori           |
| 8   | 21 agosto 2022   | BMW Championship              | 68-68-65-69=270       | −14    | 1 colpo          | Scott Stallings         |

### Partecipazioni Ryder Cup

#### Professionista
- Ryder Cup: 2021, 2023